# Zeta Cassiopeiae
Zeta Cassiopeiae (Foo Loo (附路), 17 Cassiopeiae) é uma estrela na direção da constelação de Cassiopeia. Possui uma ascensão reta de 00h 36m 58.27s e uma declinação de +53° 53′ 49.0″. Sua magnitude aparente é igual a 3.69. Considerando sua distância de 597 anos-luz em relação à Terra, sua magnitude absoluta é igual a −2.62. Pertence à classe espectral B2IV.